# Richard Dušek
Richard Dušek (9. listopadu 1910 Ústí nad Orlicí – 13. ledna 1977 Vlašim) byl český výtvarník a učitel.

## Život
Richard Dušek pocházel z rodu orlickoústeckých hrnčířů a kamnářů. Kořeny tohoto rodu nalezneme v Dolní Dobrouči nedaleko Ústí nad Orlicí. Zde v č. p. 152 žil Jan Dušek a Anna roz. Moravcová, rodiče Tomáše Duška. Ten je uváděn jako mistr hrnčířský v Ústí nad Orlicí č. p. 327 spolu s manželkou Annou Barborou roz. Ryšavou narozenou v Dolní Dobrouči č. p. 255. Hrnčířská a keramická linie pokračuje v Ústí nad Orlicí č. p. 327 Antonínem Duškem (13. 6. 1855 – 13. 7. 1915) mistrem hrnčířským a kamnářským a dále jeho synem, keramikem Antonínem Duškem (13. 8. 1881 – 10. 9. 1970). Ten si vzal za manželku Marii Pacholíkovou (10. 8. 1881 – 6. 9. 1948) majitelku knihkupectví a papírnictví v Ústí nad Orlicí v Barcalové ulici čp. 143.
V roce 1910 se jim pak narodil syn Richard.
Richard Dušek žil zpočátku v Ústí nad Orlicí, kde vychodil obecnou školu a v letech 1922–1925 měšťanskou chlapeckou školu. Následně absolvoval v r. 1926 jednoroční učební kurs při měšťanské chlapecké škole v Ústí nad Orlicí a též v Litomyšli. V letech 1926–1930 studoval na státním koedukačním ústavě učitelském v Litomyšli. Zde mu bylo dne 20. 6. 1930 uděleno "Vysvědčení dospělosti pro školy obecné" opravňující jej vyučovat na veřejných školách obecných. Později přesídlil do okresu benešovského a v letech 1933–1935, kdy byl čekatelem učitelským ve Václavicích, absolvoval "Kursy pro přípravu učitelstva k odborným zkouškám pro měšťanské školy při státní československé pedagogické akademii v Praze, 3. odbor". Obdržel frekventační vysvědčení od okresního školního výboru v Benešově u Prahy. Díky tomuto vzdělání působil dále jako odborný učitel matematiky, rýsování a výtvarné výchovy. Učil ve Václavicích, Divišově, Trhovém Štěpánově a Vlašimi, kde prožil většinu svého života. Malířství studoval u prof. Oldřicha Blažíčka v Praze. Toto studium bylo také hlavním důvodem jeho přestěhování blíže k Praze. Nakonec se přímo v Praze v kostele v Emauzích na Praze 2 dne 3. 7. 1937 oženil s Marií roz. Lukášovou (7. 9. 1916 – 30. 10. 1973), dcerou zahradníka Rudolfa Lukáše z Vysoké Lhoty nedaleko Libže. Společně pak zakotvili ve Vlašimi, kde v listopadu 1937 zakoupili stavební parcelu, na které byl postaven dům podle Richardova návrhu.
K jeho učitelskému působení kromě výše uvedených škol existují ještě další doklady. V letech 1930–1933 byl výpomocným učitelem na obecné dívčí škole v České Třebové, na 2. obecné smíšené škole v Čermné u Kynšperka a na obecné škole smíšené v Hnátnici. Po přestěhování začínal v r.1933 ve Václavicích na obecné smíšené škole. Tam se stal v r.1934 učitelským čekatelem a v r.1935 definitivním učitelem. Následně působil na měšťanských (později základních) školách v Divišově, Vlašimi a Trhovém Štěpánově. Učitelské povolání se dále objevuje v tomto rodu v dalších dvou generacích. Richard Dušek zemřel ve Vlašimi 13. ledna 1977. Jeho urna je uložena na Vlašimském hřbitově.

## Tvorba
Ve své tvorbě Richard Dušek upřednostňoval akvarel, rád se věnoval také dřevorytu a linorytu. Početné jsou i jeho kresby a perokresby, často využívané též jako ilustrace v časopisech. Litemotivem jeho tvorby byla mizející architektura Podblanicka. Věnoval se i krajinomalbě, modeloval drobnou figurální plastiku. Byl také autorem četných Ex libris, plakátů, diplomů aj. Své práce vystavoval již v roce 1924 na školské výstavě v Londýně, kde získal 2. cenu. V roce 1936 uspořádal výstavu v Benešově. V roce 1946 vydal Český svaz malířů formou pohlednic jeho 25 kreseb různých objektů Podblanicka. Poslední výstava jeho malířské tvorby se uskutečnila ve Vlašimi a připravilo ji tamní městské muzeum. Svému rodnému městu zanechal několik dřevorytů a perokreseb s názvem Z rodného kraje. V ústeckém zpravodaji vycházel seriál „A léta běží přátelé…“, ve kterém byly na pokračování otiskovány dřevoryty a perokresby Richarda Duška. Ve sbírkách městského muzea je uložena série deseti kusů pohlednic s jeho perokresbami, které vyšly nákladem jeho otce, keramika Antonína Duška. Pro jeho vlašimské působení je zásadní cyklus dvaadevadesáti kolorovaných linorytů „Ze staré Vlašimě“ členěný do 14 sešitů po šesti nebo osmi linorytech. V cyklu zachytil mnoho míst města Vlašimi, která vzápětí vzala za své. Tyto kolorované linoryty vznikaly ve spolupráci s vlašimským tiskařem Miroslavem Drtinou. Richard mu předával své linoryty, ten je v malém nákladu tiskl a autor je posléze koloroval zpravidla u pracovního stolu v kuchyni svého domu.